# County of Stettler No. 6
Das County of Stettler No. 6 ist einer der 63 „municipal districts“ in Alberta, Kanada. Der Verwaltungsbezirk gehört zur Census Division 8 und ist Teil der Region Zentral-Alberta. Der Bezirk als solches wurde zum 9. Dezember 1912 eingerichtet (incorporated als „Rural Municipality of Success No. 336“) und erhielt im Jahr 1956 seinen aktuellen Status. Er hat seinen Verwaltungssitz in Stettler, obwohl die Kleinstadt nicht durch den Bezirk verwaltet wird. Der Verwaltungsbezirk ist für die kommunale Selbstverwaltung in den ländlichen Gebieten sowie den nicht rechtsfähigen Gemeinden, wie Dörfern und Weilern und Ähnlichem, zuständig. Für die Verwaltung der Kleinstädte in seinen Gebietsgrenzen ist er nicht zuständig.

## Lage
Der „Municipal District“ liegt im Zentrum der kanadischen Provinz Alberta, etwa 200 Kilometer südöstlich vom Edmonton bzw. 230 Kilometer nordöstlich von Calgary. Er liegt in der Aspen Parkland Region, am nordöstlichen Rand des Palliser-Dreiecks. Der Bezirk wird nach Westen streckenweise vom Red Deer River begrenzt und im Nordwesten vom Buffalo Lake. Im Osten begrenzt der Battle River streckenweisen den Bezirk und im Südosten der Sullivan Lake. Mit dem Rochon Sands Provincial Park befindet sich einer der Provincial Parks in Alberta im Bezirk.
Die Hauptverkehrsachsen des Bezirks sind der in Nord-Süd-Richtung verlaufenden Alberta Highway 56 sowie die in Ost-West-Richtung verlaufenden Alberta Highway 12 und Alberta Highway 53. Außerdem durchqueren die Eisenbahnstrecken verschiedener Gesellschaften den Bezirk.
| Lacombe County  | Camrose County                              | Flagstaff County            |
| Red Deer County | Kompassrose, die auf Nachbargemeinden zeigt | County of Paintearth No. 18 |
| Kneehill County | Starland County                             | Special Area No. 4          |

## Bevölkerung
| Jahr | Erhebung          | Einwohner | Änderung | Fläche (km²) | Bev.-dichte (EW/km²) |
| ---- | ----------------- | --------- | -------- | ------------ | -------------------- |
| 2016 | Volkszählung 2016 | 5322      | + 4,3 %  | 4018,84      | 1,3                  |
| 2011 | Volkszählung 2011 | 5089      | − 1,9 %  | 4005,10      | 1,3                  |

## Gemeinden und Ortschaften
Folgende Gemeinden liegen innerhalb der Grenzen des Verwaltungsbezirks:
- Stadt (City): keine
- Kleinstadt (Town): Stettler
- Dorf (Village): Big Valley, Donalda
- Weiler (Hamlet): Botha, Byemoor, Endiang, Erskine, Gadsby, Nevis, Red Willow

Außerdem bestehen noch weitere, noch kleinere Ansiedlungen und Einzelgehöfte. Weiterhin liegen im Bezirk auch zwei Sommerdörfer („Summer Village of Rochon Sands“ und „Summer Village of White Sands“). Weiterhin liegen im Bezirk auch Kolonien der Hutterer. Diese Kolonien haben eine dorfähnliche Struktur und in der Regel 100 bis 150 Einwohnern.